# Orličtí vrazi

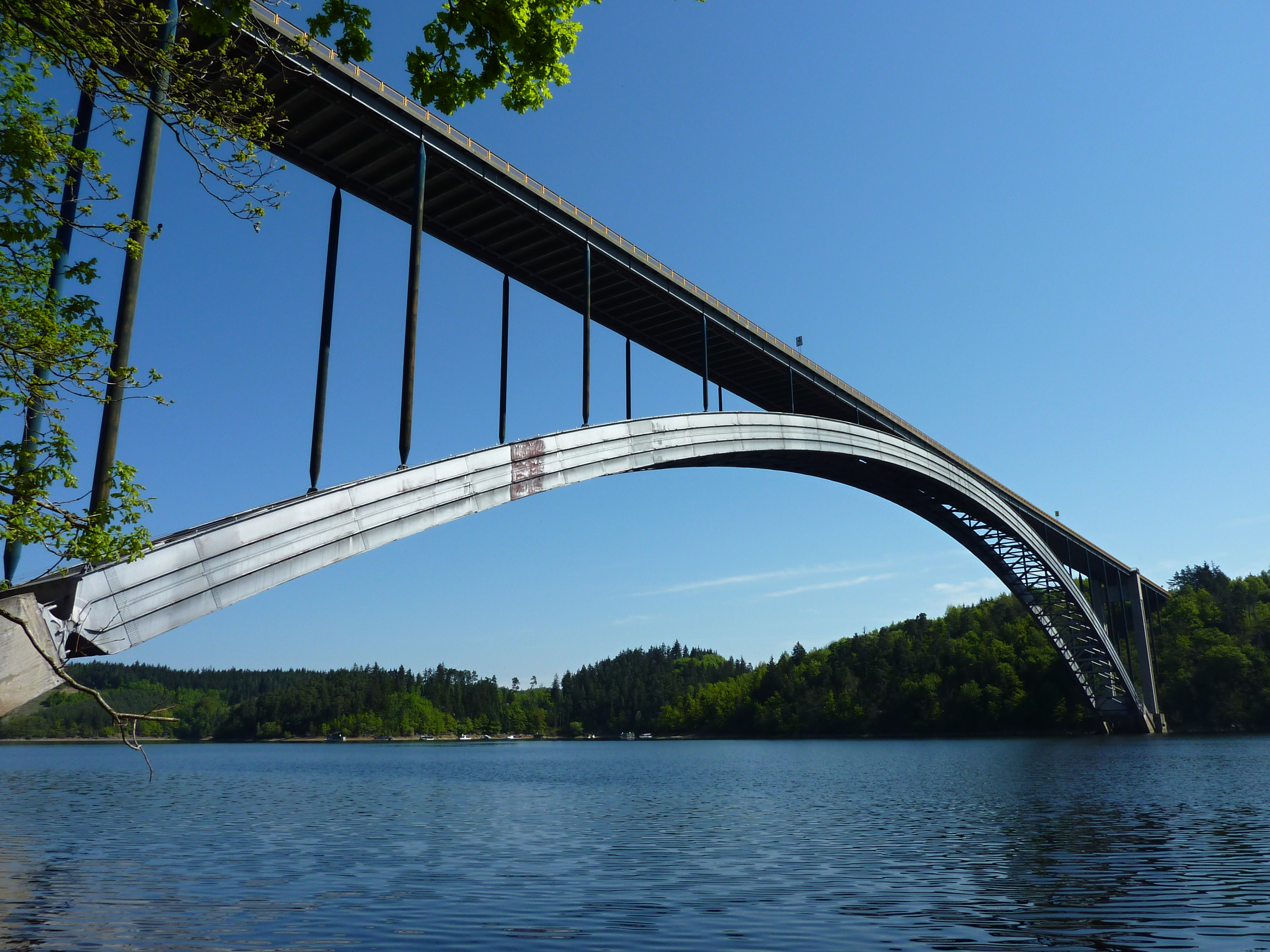
Žďákovský most odkud vrazi do orlické přehrady shazovali těla svých obětí

Orličtí vrazi je označení pro pět českých sériových vrahů, kteří v letech 1991–1993 zavraždili pět lidí, vesměs podnikatelů, za účelem peněžního zisku. Jeden člen gangu spáchal další vraždu samostatně a o jednu se pokusil – chtěl získat byt oběti, ta však šťastnou náhodou přežila.
Vrazi své oběti většinou ukrývali do sudů, do nichž nalili louh, a shodili je do orlické přehrady. Autorem tohoto nápadu byl Vladimír Kuna. Louh jim obstaral Ivan Roubal.

## Členové gangu
Organizátorem gangu byl Karel „Karlos“ Kopáč (3. června 1960 – 15. dubna 2004). Před sametovou revolucí se vyučil frézařem a pak pracoval jako vyhazovač jak na diskotéce na Novodvorské, tak v nočním podniku hotelu Kriváň (vinárna Sport) na Praze 2. Jednou byl soudně trestán za ublížení na zdraví.
Po revoluci pracoval jako vrátný a vyhazovač v nočních podnicích. Jeho zájmem byla bojová umění, hlavně Kung-Fu. Denně běhal několik kilometrů po lese se zátěží na nohách.  Začátkem roku 1990 vstoupil do Útvaru rychlého nasazení, odkud však po pár měsících odešel, údajně pro malý plat a nízkou úroveň výcviku. Po odchodu pracoval jako překupník zbraní, nejčastěji obchodoval se samopaly „Škorpion“ a granáty. Bydlel nedaleko Vladimíra Kuny na adrese Příčná 840/22, Rudná.
Vykonavatelem vražd byl Ludvík „Pacient“ Černý (* 25. května 1965). Ten se před revolucí vyučil zedníkem a působil také jako vekslák. V roce 1985 byl trestán pro trestný čin krádeže. Po revoluci často navštěvoval solária a posilovny (v jedné z nich se seznámil s Kopáčem a Kunou) a byl zaměstnancem firmy Mercedes-Benz Bohemia Praha, kde pracoval jako řidič. Oženil se v roce 1992, o tři roky později se mu narodil syn.
V sousedství byl poměrně oblíbený. Staral se dobře o ženu a díky milému obličeji mu známí přezdívali „Mimísek“. Černý si ve výkonu trestu nechal změnit příjmení na Ludvík Zámečník. Po 20 letech ve vězení žádal poprvé o podmíněné propuštění v roce 2017. Soud však žádost zamítl a doživotí si tak Černý odpykává dodnes.
Vladimír Kuna (* 21. června 1964) se znal s Karlem Kopáčem již od dětství a v dospělosti spolu navštěvovali posilovnu v Praze-Podolí. Ve svém sklepě v domě na adrese Karlovotýnská 108/8, Rudná, si časem zřídil posilovnu, kde přechovával zbraně, mezi nimi i protitankové střely RPG.
Dalšími členy gangu byli Petr Chodounský (* 19. července 1965) a Kopáčova sestra Irena Meierová. Její manžel se stal jednou z obětí.

## Vraždy

### Vražda Aleše Katovského
V roce 1991 se Kopáč seznámil s podnikatelem Alešem Katovským. Začal mu dělat bodyguarda a získal si jeho důvěru. Černý přišel s nápadem, jak se podnikatele zbavit a jeho peníze si přivlastnit.
Dne 5. dubna 1991 odjeli Kopáč a Katovský do Rudné. Tam již čekal Černý jako zájemce o valuty. Katovskému sdělil, že u sebe nemá potřebnou částku ke směně, a požádal ho o odvoz. Při cestě pak Černý ze zadního sedadla střelil řídícího Katovského do hlavy. Došlo k tomu na Praze-Zličíně, za železničním přejezdem, v místě, kde ulice Na Radosti přechází v ulici Plzeňská. Auto se stalo neovladatelným a hrozila srážka s autobusem. Nakonec se jim však podařilo zastavit.
Kopáč a Černý přijeli na skládku, tam tělo zabalili do role pletiva, uložili do kufru auta a odjeli na Žďákovský most nad přehradou Orlík, odkud pak tělo shodili do vody. Vraždou si přišli na 800 tisíc Kčs. Auto pak Černý prodal v autobazaru. Auto zakoupil v Německu majitel Musik Hausu.

### Vražda Leorenta Lipoveciho
K druhé vraždě došlo 9. ledna 1992, vraždy se tentokrát zúčastnil i Vladimír Kuna. Tehdy chtěl Leorent Lipoveci, číšník a přistěhovalec z Kosova, koupit zbraň.
Obchod se odehrál v Kunově sklepě v domě na adrese Karlovotýnská 108/8, Rudná. Lipoveci tušil zradu a na schůzku se vyzbrojil nožem. Když se podíval do kufru se zbraněmi, střelil ho Černý do hlavy. Kopáč ani Kuna výstřel neočekávali a lekli se. Černý na jejich reakci vyskočil, zakmital nohama a vykřikl: „To jsem ale čtverák!“ Kopáč později vypověděl, že výkřik se mu líbil, a že od té doby mu začal říkat Pacient (narážel na psychiatrickou léčebnu). Vraždou si Kopáč, Černý a Kuna přišli tentokrát jen na 30 tisíc Kčs.
Tehdy přišel Kuna na nápad zbavit se mrtvoly v sudu pomocí louhu. Sud si již předem připravil. Kopáč tomu moc nevěřil, ale Kuna přesto mrtvého do sudu nacpal, nasypal na něho louh (to byl pro změnu Černého nápad), zalil vodou a sud zavařil. Všichni tři muži poté naložili sud do vypůjčené Avie a odjeli ke Žďákovskému mostu, kde ho, stejně jako Katovského, shodili do vody.
Černý po vraždě nosil zlatý řetízek mrtvého. Měl v úmyslu byt Lipoveciho vykrást, ale na nátlak Kopáče od tohoto úmyslu odstoupil. S Lipoveciho autem poté Kopáč, Černý a Kuna odjeli do německého Weidenu, auto zaparkovali před hypermarketem a odjeli domů.

### Vražda Vlastimila Hodra
Další obětí se stal Vlastimil Hodr, starožitník, kterého zabil Černý, tentokrát sám. Muže zastřelil za bílého dne v blízkosti benzínové pumpy na Plzeňské ulici v Praze střelou do hlavy a poté jej okradl o zlaté pečetě, které měl Hodra u sebe. Spolu s Kunou a Kopáčem tělo rozřezali, protože byl Hodr mohutný a do sudu se vcelku nevešel. Sud opět zavařili a shodili z mostu do Orlické přehrady. Pečetě nebyly nikdy nalezeny.

### Vražda Anny Medkové
Následující obětí vrahů se stala Kunova matka Anna Medková, která bydlela v rodinném domku na adrese Ondřejovská 152, Mnichovice. Na stejné adrese měla také vlastnit a provozovat sadomasochistický salon. Motivem vraždy byla skutečnost, že Kuna měl po její smrti rodinný dům zdědit. Černý ji dne 7. února 1992 poslal balíček se směsí semtexu, tritolu a šroubů. Medková si balíček doma otevřela a ten jí explodoval v rukou. Medková byla po výbuchu těžce zraněna a převezena do nemocnice. Celý dům vyhořel.
Kuna nebyl s výsledkem akce spokojený a plánoval udusit matku v nemocnici polštářem. Ta však o 5 dní později zemřela. Výbuch se odehrál přesně na její narozeniny. Úmysl gangu to však nebyl, protože Kuna datum narození své matky údajně vůbec neznal.
Vraždou si pachatelé vydělali 1,6 milionu Kčs. Polovinu dostali Kuna a jeho bratr. Toho však vzápětí gang o peníze připravil. Petr Chodounský, milenec Kopáčovy sestry Ireny Meierové, sehrál v tomto plánu roli podnikatele, nabízejícího Kunovu bratrovi výhodný obchod. Místo slibovaného výdělku mu však peníze odcizili.

### Vražda Afrima Kryezia
Tuto vraždu provedl Černý bez vědomí a podílu zbylých členů gangu 1. června 1993, a proto není do orlických vražd běžně zahrnována. Černého si na kosovského Albánce Afrima Kryezia zvaného Frenkie najala skupina jugoslávských překupníků drog. Ten si na něho v dopoledních hodinách počkal na rohu domu ve Větrné ulici v centru Liberce. Když se Albáncovo BMW přiblížilo, Černý přistoupil a usmrtil ho 9 výstřely ze samopalu Škorpión vz. 61 opatřeného tlumičem. Důsledkem toho se vozidlo stalo neovladatelným a narazilo do kamenného sloupku, který je součástí oplocení kostela a který zůstal dlouhou dobu viditelně poškozený. Z místa činu potom pěšky odešel. Černý střílel přes igelitovou tašku tak, aby na místě nezůstala žádná z vystřelených nábojnic. Ty se našly na schodišti směřujícím do ulice Rybářská, kudy z místa činu odcházel. Za akci měl inkasovat 200 000 Kč.

### Vražda Jaroslava Meiera
Pátou obětí gangu byl švagr Karla Kopáče. Kopáč věřil, že opravdu velké peníze se dají vydělat provozováním erotického klubu. Na jeho pořízení však neměl prostředky, a proto oslovil svého švagra Jaroslava Meiera a požádal ho, aby ručil svým domem za bankovní půjčku. Meier, který dům vlastnoručně postavil, to odmítl. O Kopáčově neúspěchu se dozvěděla i jeho sestra Irena Meierová (manželka oběti). Ta mu koncem roku 1992 nabídla, že pokud Jaroslava zabije, ona dům zdědí a bude jím za půjčku ručit. Meierová se chtěla manžela zbavit, protože chtěla žít s Chodounským a měli zájem o Meierův majetek. Kopáč byl proti zavraždění Meiera a před sestrou pouze předstíral zájem o jeho zavraždění. Dokonce jí slíbil, že sám obstará vraha a zaplatí mu, pokud mu Meierová bude domem ručit. Nájemného vraha sehrál Kopáčův známý, kterému Meierová odevzdala obálku s penězi, kterou jí dal Kopáč. Netušila, že v ní jsou pouze nastříhané noviny.
Poté, co Kopáč nedodržel slib a vraždu nezařídil, obrátili se Meierová s Chodounským přímo na Černého. Vraždu Jaroslava Meiera provedl Černý 6. července 1993 na chodbě jeho domu (Na Drahách 83/45, Rudná) čtyřmi ranami ze samopalu Škorpion, který mu dodal Kopáč. Vraždou pachatelé získali 100 000 Kč.
Tento popis případu Meier nevychází ze soudních a trestních spisů, kde je popisován v naprosto jiném světle. V soudních a trestních spisech nebyl Chodounský milencem Meierové a nikdy Černého o nic nežádal. Rozsudky, z kterých je možné si tyto informace ověřit, je možné si kdykoliv vyžádat k prostudování u příslušného soudu KS Praha.

### Pokus o vraždu
V létě 1992 se Černý pokusil zavraždit policistu Jána Mata, který se s členy gangu znal z posilovny. Černý chtěl získat jeho byt v Praze 5 a služební odznak s průkazem POLICIE ČR. Mato o vraždách nevěděl. Toho léta si šli Kopáč, Mato a Černý zastřílet na různé primitivní terče do Kunova sklepa v domě na adrese Karlovotýnská 108/8, Rudná.
V jeden okamžik přiložil Černý k Matově hlavě pistoli a zmáčkl spoušť. K výstřelu však nedošlo, protože se náboj vzpříčil. Mato zachoval klid a pronesl: „To by sis, blbče, pomohl…“. Policista byl po odhalení gangu za styky s ním kázeňsky potrestán. Roku 2002 byl zavražděn v pražském metru.

## Nehoda
Dne 7. ledna 1994 jeli Kuna a Kopáč v autě. Kopáč najednou nezvládl řízení a naboural. Oba muži byli převezeni do nemocnice. Zatímco Kuna vyvázl bez větších potíží, Kopáč utrpěl zranění páteře, po kterém zůstal upoután na invalidní vozík. Od té doby se na žádných akcích gangu nepodílel.
Nešel je udat; sám měl strach, že ho zabijí. Zranění vnímal jako trest za skutky, které spáchal.

## Nálezy mrtvol a zatčení

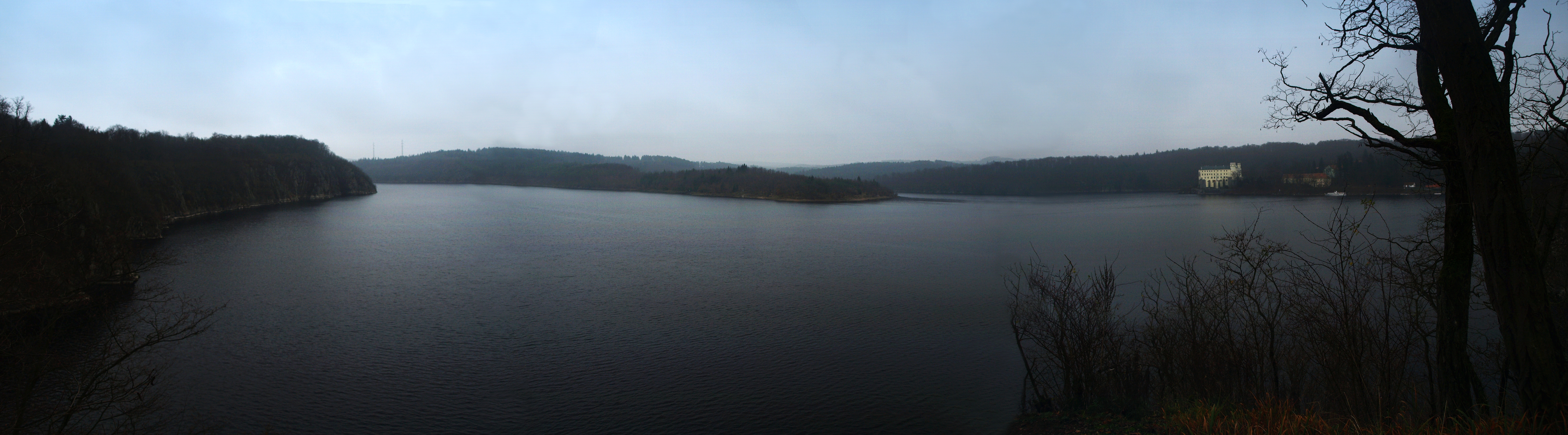
Vodní nádrž Orlík

V roce 1993 získali kriminalisté z podsvětí pouze velmi stručnou a neověřenou informaci o „mizejících“ podnikatelích. Jiné, opět velmi neurčité informace z jiných zdrojů podsvětí naznačovaly, že Černý se chlubil „odděláním“ několika lidí. Důkazy však chyběly, stejně jako jména konkrétních obětí.
Prvním hmatatelným důkazem byl nález stop krve na sedadle vozidla, které Černý prodal v autobazaru. Zjistilo se, že auto patřilo stále pohřešovanému Aleši Katovskému. Z podsvětí přišla informace o pohřebišti podnikatelů na dně nějaké přehrady. Policie začala bezvýsledně pátrat na Slapech. Při prověřování Černého byly zajištěny záznamy z půjčovny aut, které nejenom prokázaly, že si vypůjčil Avii v době některých vražd, ale podle počtu najetých kilometrů byl za pravděpodobné místo, kde se vrazi zbavovali těl, označen Orlík.
Prozkoumávání dna bylo zahájeno 10. července 1995 báňskými potápěči. Česká policie totiž tehdy ještě neměla vybavení do vody hluboké 40 metrů. Na místo průzkumu se dostavil i štáb televizní stanice Nova, kvůli kterému byla, alespoň zpočátku vyšetřování, vytvořena krycí historka o čištění dna přehrady. Po několika dnech byly nalezeny dva sudy s lidskými ostatky a tělo zabalené v pletivu.
Když se o odhalení těl v přehradě dozvěděl z televize Kopáč, rozhodl se, že spáchá sebevraždu. Přivolal policii a po tříhodinovém vyjednávání byl zneškodněn. Při zatýkání se střelil do rozkroku. Kopáč nejdříve odmítal spolupracovat. Až poté, co se od vyšetřovatelů dozvěděl, že Černý zapírá a ostatní členové gangu se snaží všechnu vinu svalit na něj, se Kopáč písemně doznal a toto přiznání se stalo hlavním důkazem případu. 
Za peníze získané trestnou činností si Kopáč koupil vilu na adrese Vysočanská 35/2, Praha 9 – Vysočany, kde chtěl zřídit posilovnu a ve sklepě plánoval vybudovat linku na odstraňování těl zavražděných.

## Odsouzení
Dne 18. dubna 1997, po devíti zasedáních (proces trval 4 měsíce), padly konečné rozsudky. Ludvík Černý a Vladimír Kuna byli odsouzeni na doživotí, Karel Kopáč byl odsouzen na 21 let, Petr Chodounský na 14 let za podvody a Irena Meierová na 12 let. Všichni se odvolali, rozsudky se jim zdály příliš přísné.
Odvolací soud nakonec Kunovi snížil trest na 25 let a Meierové na 10 let, ostatním tresty potvrdil.
Karel Kopáč spáchal 15. dubna 2004 v kuřimské věznici sebevraždu. Oběsil se na šňůrce od pyžama.
Irena Meierová byla propuštěna předčasně v roce 2002, Petr Chodounský byl propuštěn v roce 2011. Poslední člen gangu Vladimír Kuna byl předčasně propuštěn za dobré chování 18. června 2013. Ludvík Černý si změnil ve vězení příjmení na Zámečník a 5. října 2017 soud zamítl jeho žádost o podmínečné propuštění.
S Černým jsou spojovány ještě dvě kauzy. První se týká tehdejšího majitele klubu AC Sparta Praha Petra Macha. Ludvík Černý tehdy odvezl údajně odcizené Machovo BMW z Česka na Ukrajinu. Zajímavostí bylo, že se Ludvík Černý na slovensko-ukrajinské celnici prokázal průvodním listem od tehdy již bývalého federálního ministra vnitra Petra Čermáka.
Když 29. října 2000 uprchl z věznice Mírov Jiří Kajínek, Ludvík Černý mu údajně doporučil, aby se skrýval v jeho bytě u manželky Marie v pátém patře panelového domu v ulici Kurzova 2376/19 na sídlišti Velká Ohrada v Praze 13. Kajínek se zde skutečně skrýval 40 dní, než ho policie dostihla. Při této příležitosti se také zjistilo, že Ludvík Černý padělal nájemní smlouvu a jeho manželka a syn byli vystěhováni.

## Tresty
- Ludvík Černý dostal doživotní trest, který nyní vykonává ve věznici Horní Slavkov, kde se také nechal přejmenovat na Ludvík Zámečník.
- Karel Kopáč byl odsouzen na 21 let, ve vězení se oběsil.
- Vladimír Kuna byl odsouzen na 25 let.
- Petr Chodounský byl odsouzen na 14 let.
- Irena Meierová byla odsouzena na 10 let.

## Odraz v kultuře
Kauza tzv. orlických vrahů se stala námětem filmu Sametoví vrazi (2005) režiséra  Jiřího Svobody a šestidílného seriálu České televize s názvem Devadesátky (2022).